# They're Red Hot
They're Red Hot è una canzone blues di Robert Johnson.

## Descrizione
Musicalmente tra i brani più orecchiabili di Johnson, questo brano ha influenze ragtime, ed è interpretato con uno stile da minstrel show. 
Il brano ricorda molto una precedente canzone blues di Blind Boy Fuller, uno degli esponenti di spicco del Piedmont blues, dal titolo Truckin' My Blues Away. 

## Versioni
- Una cover di questa canzone è presente come diciassettesima traccia nel disco dei Red Hot Chili Peppers Blood Sugar Sex Magik, pubblicato nel 1991.